# Albert Barillé

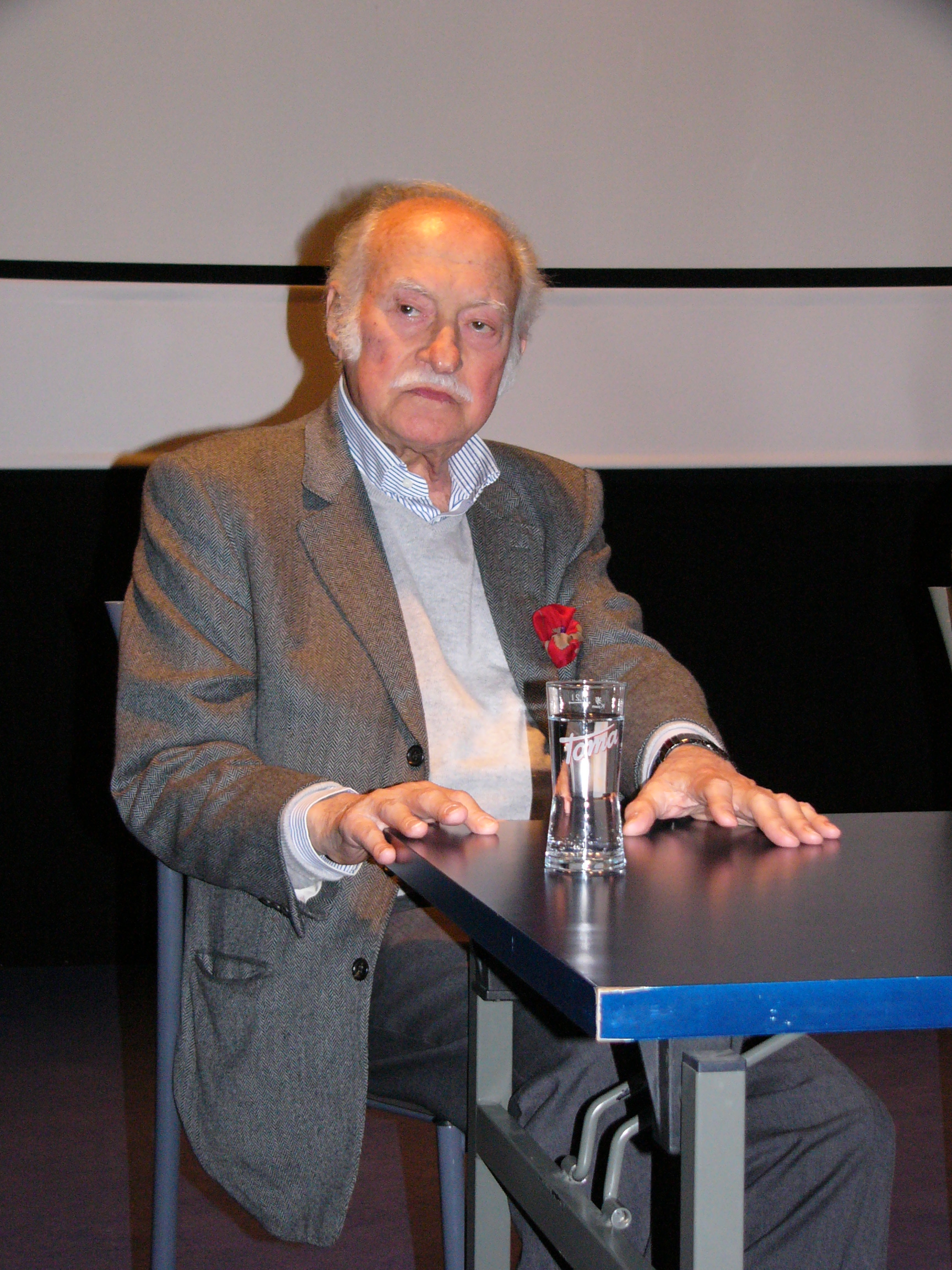
Albert Barillé en 2007

Albert Barillé (Varsovia, Polonia, 14 de febrero de 1920-Neuilly-sur-Seine, Francia, 5 de febrero de 2009) fue un productor y cineasta de televisión francés.
Fue creador y guionista de dibujos animados y fundador de la productora televisiva Procidis. Conocido por famosas series animadas como Colargol y la extensa serie de Érase una vez..., coproducida por varias televisiones públicas estatales y con un marcado carácter educativo. Asimismo fue autor de diversos documentales médicos y algunas obras de teatro. Mostró su interés por la educación de los más jóvenes a través de sus series intentando unir el amor por el conocimiento, la cultura y la tolerancia con la aventura y el entretenimiento televisivo.
Falleció a los 88 años. Está enterrado en el Cementerio de Neuilly-sur-Seine.

## Filmografía
- Colargol 1974
- Érase una vez...
- Érase una vez... el hombre 1978
- Érase una vez... el espacio 1981
- Érase una vez... el cuerpo humano 1987
- Érase una vez... las Américas 1991
- Érase una vez... los inventores 1994
- Érase una vez... los exploradores 1997
- Érase una vez... la Tierra 2008